# روث ليمان
روث ليمان Ruth Lehmann، عالمة بيولوجيا تطورية، وعالمة خلية في كلية الطب بجامعة نيويورك، تشغل حالياً منصب مديرة معهد سكيربول للطب الجزيئي الحيوي، وأستاذة بيولوجيا الخلية، ورئيسة قسم بيولوجيا الخلية في نفس الجامعة، تركز أبحاثها على الخلايا الجرثومية والجنينية.

## النشأة
أبدت ليمان اهتماماً بالعلوم منذ السنوات الأولى من عمرها. كانت والدتها مدرسة ووالدها مهندس، ولكنَّ والدها وبرغم تخصصه في الهندسة إلا أنه أبدى اهتماماً خاصاً بالبيولوجيا، وعمل جزئياً كمدرس علم أحياء في المدرسة الثانوية، وشجعها على متابعة تحصيلها العلمي في البيولوجيا في إحدى الجامعات مستقبلاً.

## التعليم
التحقت ليمان بجامعة توبنغن في ألمانيا لدراسة علم الأحياء، وعلى الرغم من حبها لهذا التخصص إلا أنها كانت غير راضية عن البيئة التعليمية ونظام التعليم في الجامعة. كلُّ ذلك دفعها وبتشجيعٍ قوي من أعضاء هيئة التدريس الأمريكية للحصول على منحة فولبرايت، وبالفعل حصلت عليها عام 1977 لدراسة علم البيئة في الولايات المتحدة. خلال فترة دراستها في الولايات المتحدة عملت في سياتل بواشنطن تحت إشراف الدكتور جيرولد شوبيغر - عالم الوراثة الذي كان يدرس تطور ذبابة الفاكهة - وبعد الزمالة التي استمرت لمدة عام، حضرت ليمان مؤتمراً عقدته جمعية علم الأحياء والتقت هناك بمعلمها المستقبلي وصديقها كريستيان نيسلين فولهارد، وعملت ليمان بعد ذلك مع كلٍّ من كامبوس أورتيغا ونوسلين فولهارد، وعادت في نهاية المطاف إلى توبنغن مع نسلين فولهارد في العام التالي للحصول على شهادة الدكتوراه وكانت أطروحتها تدرس جينات الأم التي تؤثر على تطور الجنين في ذبابة الفاكهة. عملت ليمان بعد حصولها على الدكتوراه في مختبر البيولوجيا الجزيئية في جامعة كامبريدج في إنكلترا.

## عملها الأكاديمي
عادت ليمان أخيراً إلى الولايات المتحدة لتأسيس مختبرها الخاص في معهد ماساتشوستس للتكنولوجيا. وبقيت في هذا المعهد لمدة 8 سنوات، عملت فيها كعضو هيئة تدريسية في كل من معهد ماساتشوستس للتكنولوجيا ومعهد وايتهيد للبحوث الطبية الحيوية، بالإضافة إلى العمل كعالمة وباحثة في علم الوراثة والبيولوجيا الجزيئية في مستشفى ماساتشوستس العام. انتقلت ليمان بعدها إلى معهد سكيربول للطب الجزيئي الحيوي في جامعة نيويورك في عام 1996 كأستاذة لبيولوجيا الخلية، ومنذ ذلك الحين أصبحت مديرة لمعهد بيولوجيا الخلايا الجذعية، وعُينت مؤخراً رئيسة لقسم بيولوجيا الخلية في المعهد. شغلت ليمان أيضاً منصب رئيسة جمعية الأحياء، ورئيسة جمعية هارفي، وعضو مجلس الجمعية الأمريكية لبيولوجيا الخلية، بالإضافة إلى ذلك فقد دعمت وأشرفت على برامج الدراسات العليا في مركز جامعة نيويورك الطبي وجامعة هارفارد الطبية وجامعة كاليفورنيا - سان فرانسيسكو وغيرها من الجامعات والمراكز البحثية، وهي عضو في المعهد الوطني لصحة الطفل، وتعمل كمحررة لعدد من المجلات العلمية في علم الأحياء الخلوي.

## الجوائز والتكريمات
أصبحت ليمان عضواً في الأكاديمية الوطنية للعلوم منذ عام 2005، وهي واحدة من أكثر المنظمات الفخرية المرموقة في الولايات المتحدة الأمريكية. وعُينت أيضاً كمُحكِّمة في معهد هوارد هيوز الطبي، وانتخبت كعضو في الأكاديمية الأمريكية للفنون والعلوم، وفي المنظمة الأوروبية لعلم الأحياء الجزيئي، وفي عام 2011 حصلت على ميدالية كونكلين لجمعية علم الأحياء.

## أبحاثها
نشرت ليمان أول ورقة بحثية لها في عام 1981 عندما كانت في برنامج فولبرايت للزمالة، حيث تناول بحثها بالتفصيل دراستها للتكوين العصبي المبكر عند ذبابة الفاكهة وتأثير الطفرات المميتة على سلائف الخلايا العصبية. وتابعت أبحاثها لاحقاً في البناء على هذا الاكتشاف من خلال تحليل آليات تعديل إنتاج الحمض النووي الريبي وكيف يؤثر على تمايز الخلايا المنتشة وتوطينها في ذبابة الفاكهة.
استمرت ليمان في تركيز جهودها البحثية على موضوع تمايز الخلايا المنتشة في بداية العقد الأول من القرن العشرين، ولعبت دوراً كبيراً في اكتشاف مسارات هجرة الخلايا المنتشة.
نشر مختبر ليمان في عام 2005 ورقة بحثية جديدة تتحدث عن العلاقة بين بعض الأنزيمات وهجرة الخلايا المنتشة وتطورها. وتشير النتائج التي توصلت إليها حتى الآن إلى أن الخلايا المنتشة تتفادى التمايز والتحول لخلايا جسدية من خلال مجموعة من آلياتها التنظيمية الخاصة التي درست سابقاً، ولكل منها القدرة على إيقاف عملية النسخ.